# Прапор Коростеня

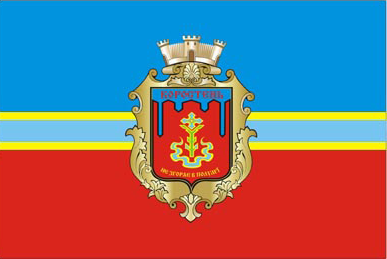
Прапор міста Коростеня

Пра́пор Ко́ростеня — офіційний символ міста Коростеня (райцентр Житомирської області), затверджений 28-ю сесією міської ради IV скликання 23 серпня 2005 року.

## Опис
Прапор Коростеня являє собою полотнище, на якому дві горизонтальні смуги однакової ширини. Верхня смуга синього кольору символізує велич, красу древнього міста, нижня смуга — червоного кольору символізує хоробрість і мужність древлянських захисників міста у 946 році, коли Княгиня Ольга осадила Коростень, та захисників Коростенського укріпрайону № 5 у 1941 році під час Німецько-радянської війни. Смуги розділені символічними зображеннями річки Уж. Смуга повторює кольорову гаму символічного зображення річок Уж на гербі міста: середина річки блакитного кольору, береги золотого кольору.
У центрі прапора вміщено герб Коростеня.

## Джерело
- Символіка міста // Коростень. Туристичний інформатор., Коростень: «Тріада С», 2009 (?), стор. 1—2